# Canadian Journal of Cardiology
The Canadian Journal of Cardiology is een internationaal, aan collegiale toetsing onderworpen wetenschappelijk tijdschrift op het gebied van de cardiologie.
De naam wordt in literatuurverwijzingen meestal afgekort tot Can. J. Cardiol.
Het wordt uitgegeven door Elsevier namens de Canadian Cardiovascular Society.